# Costa Azzurra

Logo

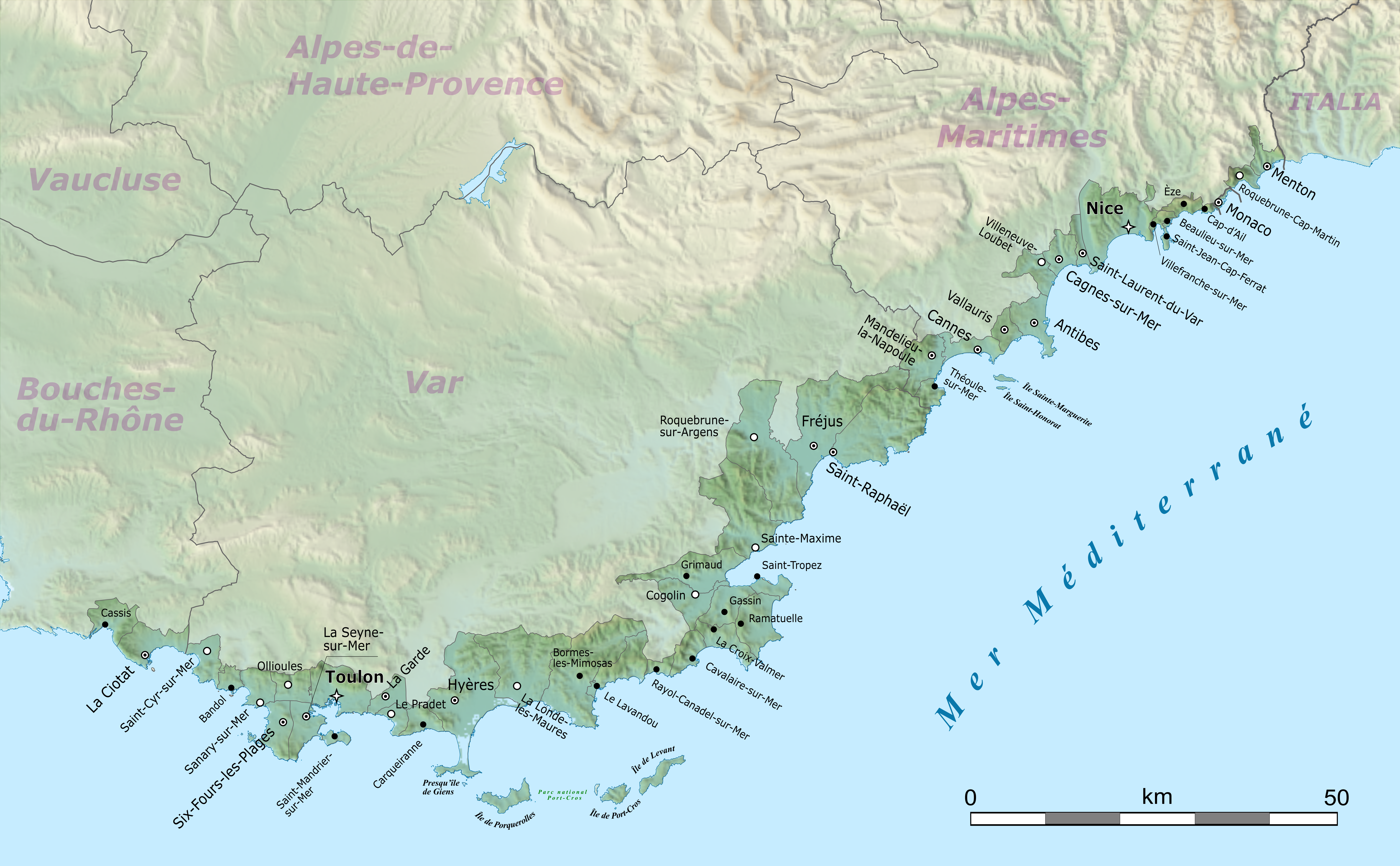
Cartina della Francia sudorientale: la Costa Azzurra.

La Costa Azzurra (in francese Côte d'Azur, in occitano Còsta d'Azur; anche nota come Riviera Francese) è una porzione della costa mediterranea settentrionale appartenente alla regione francese Provenza-Alpi-Costa Azzurra. È la diretta prosecuzione geografica ad ovest della Riviera ligure, con la quale condivide le caratteristiche climatiche e con cui, proprio per la terminologia d'uso generico al posto di "Riviera provenzale", in alcuni punti può sovrapporsi.

## Descrizione

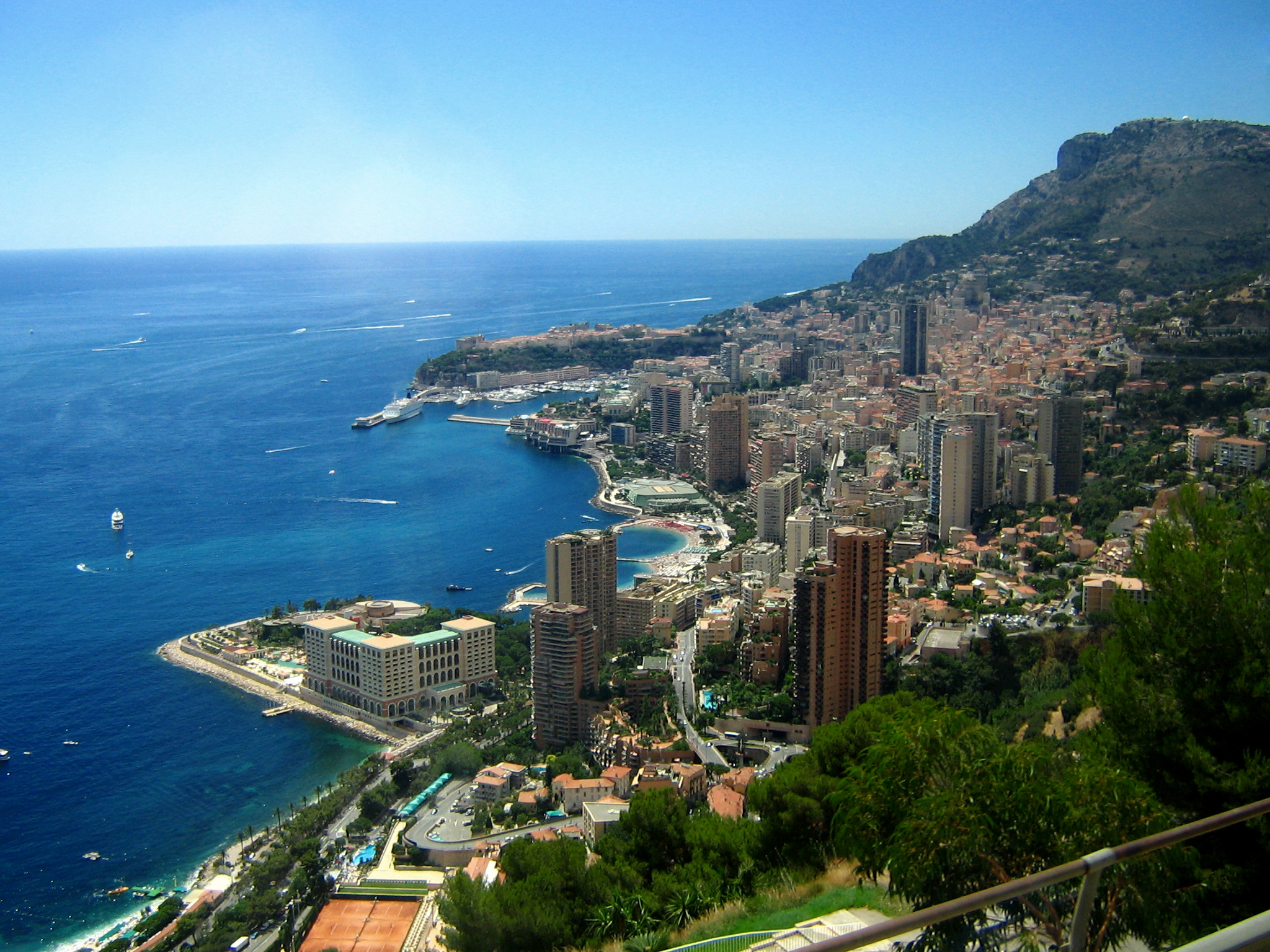
Monaco

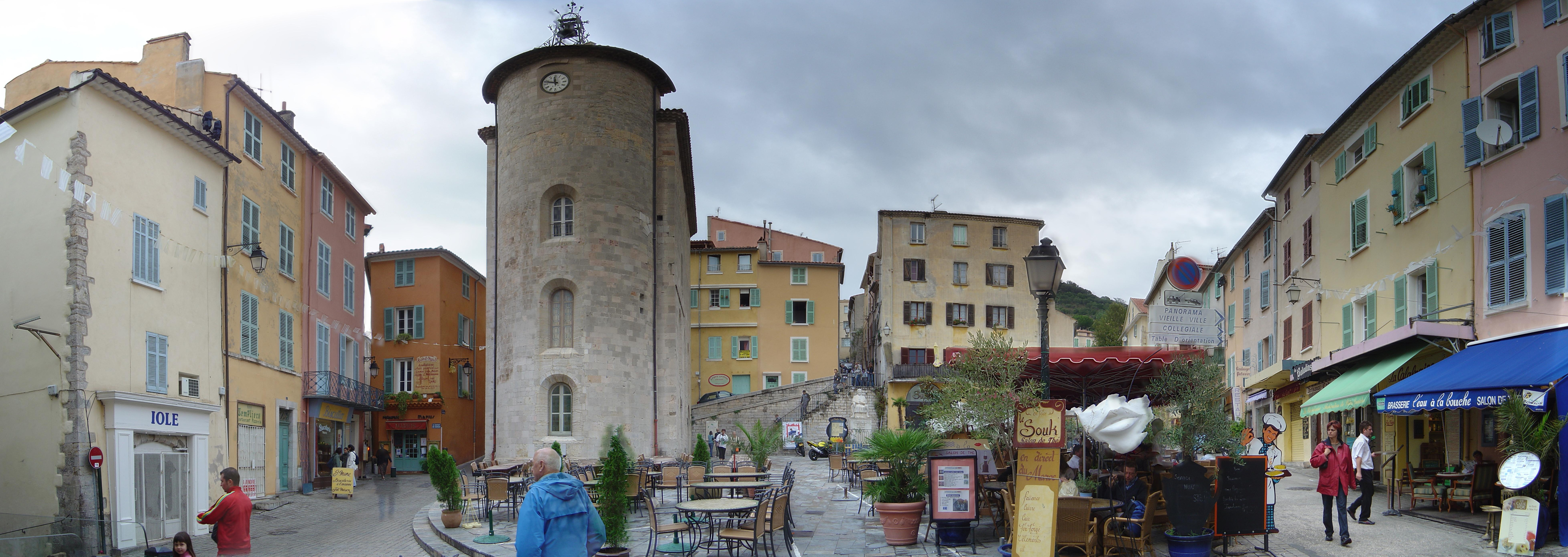
Hyères

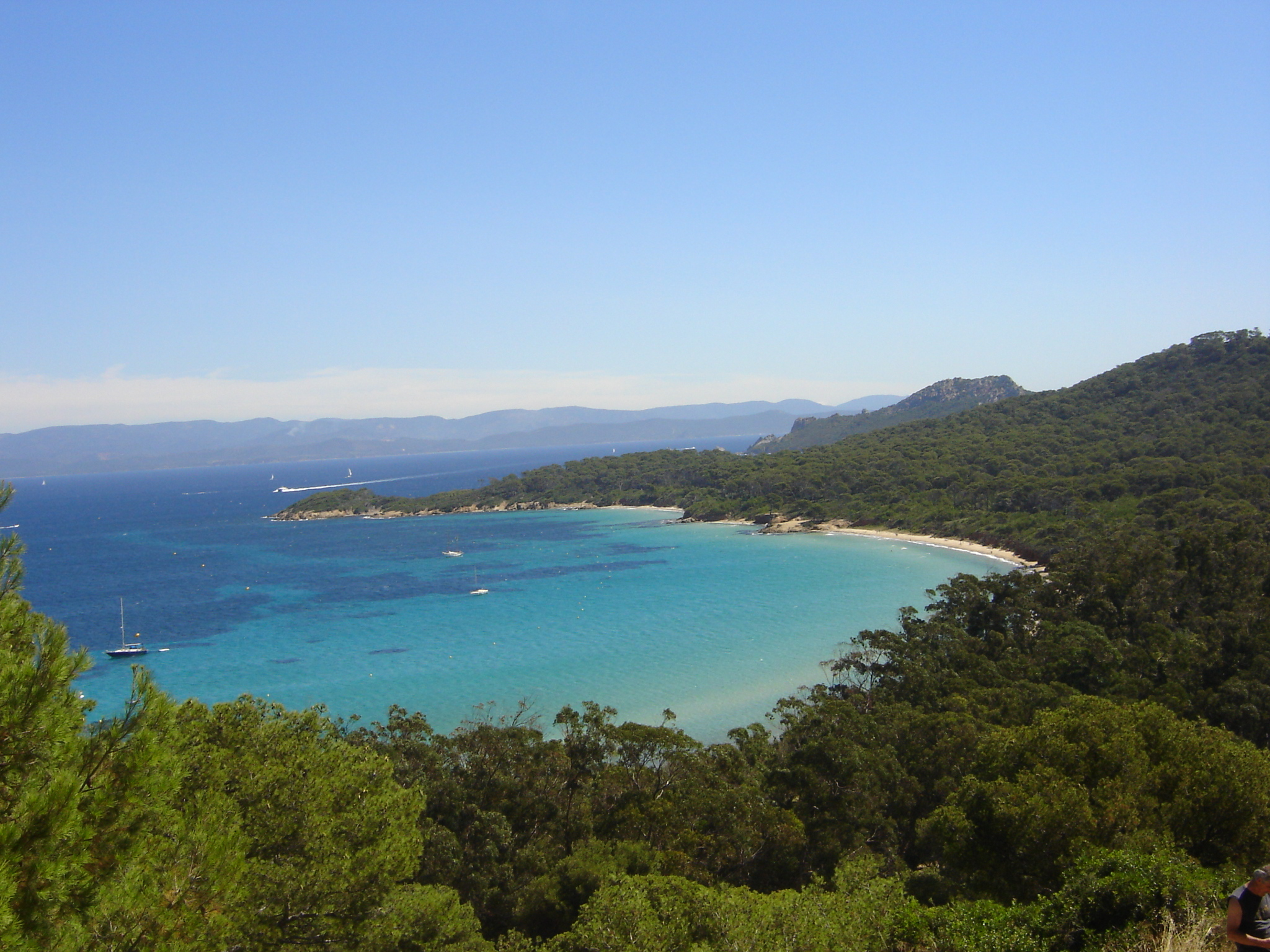
Isola di Porquerolles

Il numero dei suoi abitanti, che si chiamano azuréens,  lecitamente cambia dunque in base all'estensione di tali definizioni: i limiti più frequenti (a parte il confine italiano) sono, da est a ovest, Monaco, Saint-Tropez, Hyères,  Tolone, Cassis e Martigues.
Il capoluogo della regione è Nizza. Il primato di questa città come più antica stazione turistica francese appartiene ad Hyères, che ha accolto i primi turisti nel 1789 ed è francese dal 1481, mentre Nizza solo dal 1860. È a Hyères, inoltre, che nel 1887 Stéphen Liégeard inventa il termine Côte d'Azur.
A sostegno di chi vuol far terminare a Cassis la Costa Azzurra si cita spesso come da Cassis si sviluppi il massiccio delle Calanche fino a Marsiglia, che tra l'altro non viene mai annoverata tra le località azzuréennes, mentre oltre tale città si distende il massiccio dell'Estaque con la sua propria Côte Bleue (Costa Blu).
La Costa Azzurra comprende tre dipartimenti francesi :
- Alpes-Maritimes (06)
- Var (83)
- Bouches-du-Rhone (13)

### Popolazione
La città più grande della Costa Azzurra è Nizza, con i suoi 340.821 (2021) abitanti, che arrivano a 545.000 se si prende in considerazione l'agglomerazione intercomunale Métropole Nice Côte d'Azur. Altra grande comunità amministrativa è l'agglomerazione della Riviera Francese, il cui polo centrale non è Nizza bensì Mentone.
L'agglomerazione di Mentone non fa parte della Metropoli Nizza-Costa Azzurra ma viene contemplata nelle statistiche della Grande Nizza (non organo amministrativo ma concetto elaborato dall'Istituto di Statistica di Francia), che conta circa 1.313.523 abitanti. La Grande Nizza è costituita da sei aree urbane incluso il Principato di Monaco e si stende sui dipartimenti di Alpi Marittime e del Var. Nel Var l'agglomerazione più importante, che confina con la Grande Nizza, è l'agglomerazione di Tolone-Provenza Mediterranea coi suoi 424.390 abitanti.

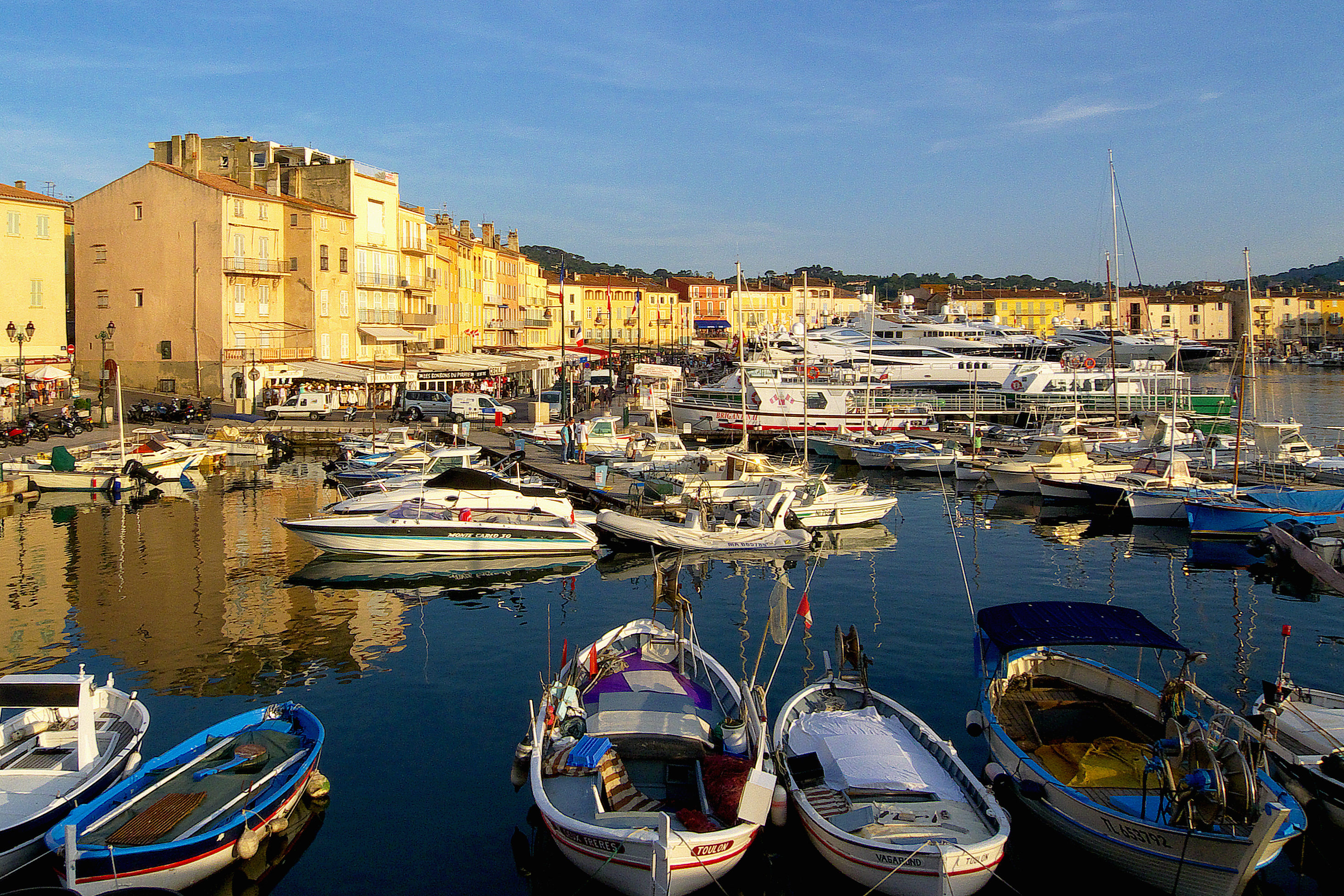
Il porticciolo di Saint-Tropez

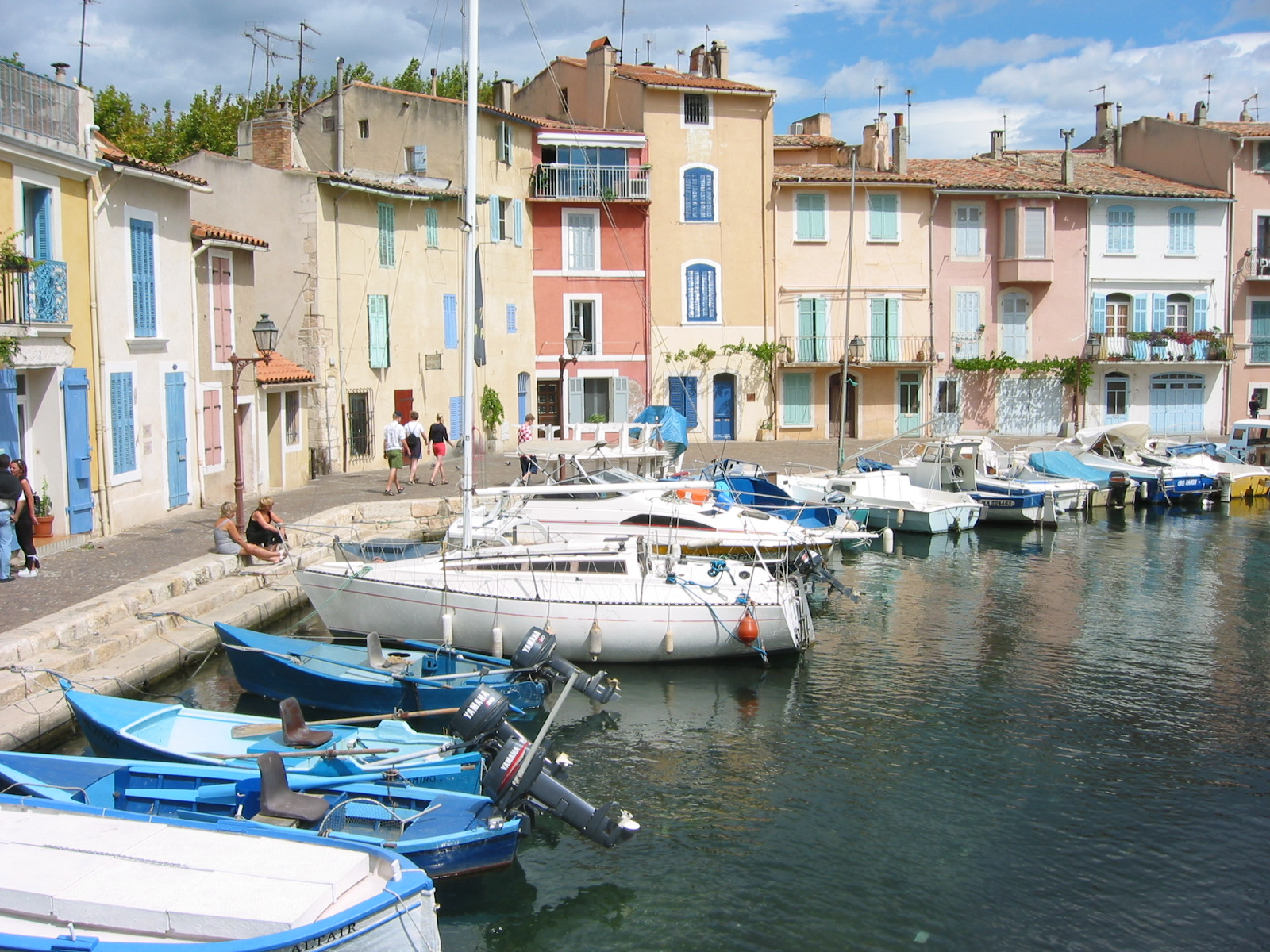
Martigues

### Clima
Nel suo concetto più ampio, da Martigues a Mentone, questo tratto di costa presenta due climi molto diversi: nell'arco dei 14 km di ampiezza del territorio hyèrois, infatti, si passa dai 650–700 mm di precipitazioni annue della parte occidentale ai 900–1000 mm della parte orientale. Il golfo di Genova presenta quindi un clima di tipo "nizzardo", più caldo, afoso e influenzato maggiormente dagli anticicloni subtropicali provenienti da sud, mentre il Golfo del Leone ha un clima tipicamente "mistralico", ventoso e secco.

## Storia
Fino alla prima guerra mondiale le sue località furono soprattutto centri di soggiorno invernale, frequentati dalla borghesia e dall'aristocrazia europea in cerca di sollievo dal freddo e, come spesso accadeva all'epoca, per curare malattie respiratorie come la tubercolosi. Iniziò ad essere un luogo di ricchezza e splendore per tutta la borghesia francese, che rimanevano mozzafiato al panorama, essendo abituati alla nebbiosa e triste ambientazione del nord della Francia. Appunto molti pittori di quegli anni iniziarono a dipingere panorami più solari, allegri e con colori più accesi.
Dopo il secondo conflitto mondiale, la diffusione del sistema turistico ha invertito l'attività stagionale.

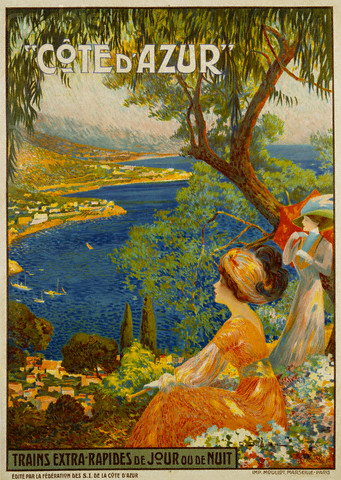
Manifesto di David Dellepiane (1866-1932).
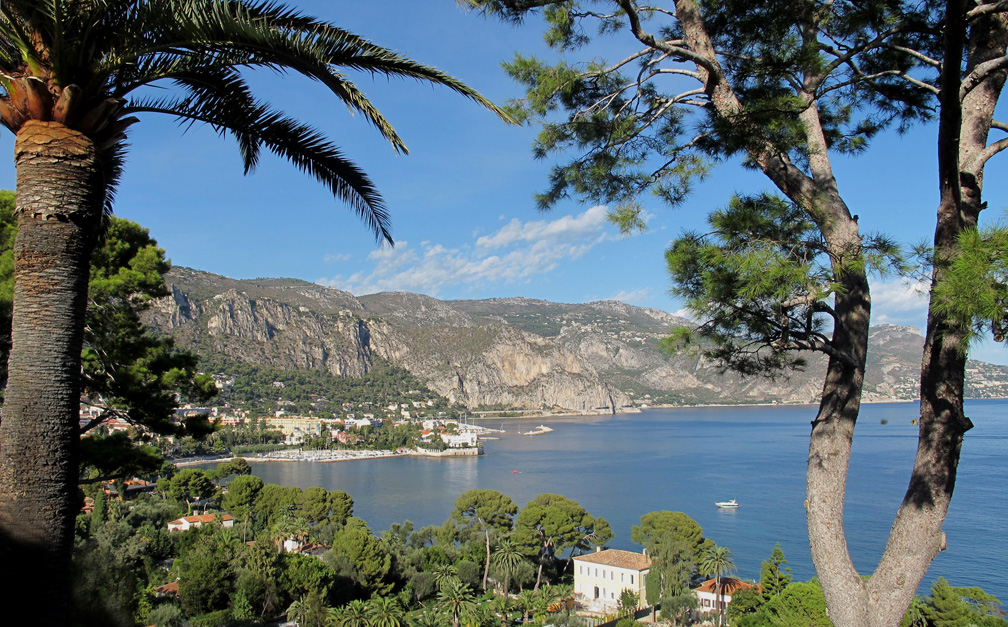
La Costa Azzurra, tra Beaulieu-sur-Mer e Cap-d'Ail, vista da Saint-Jean-Cap-Ferrat.
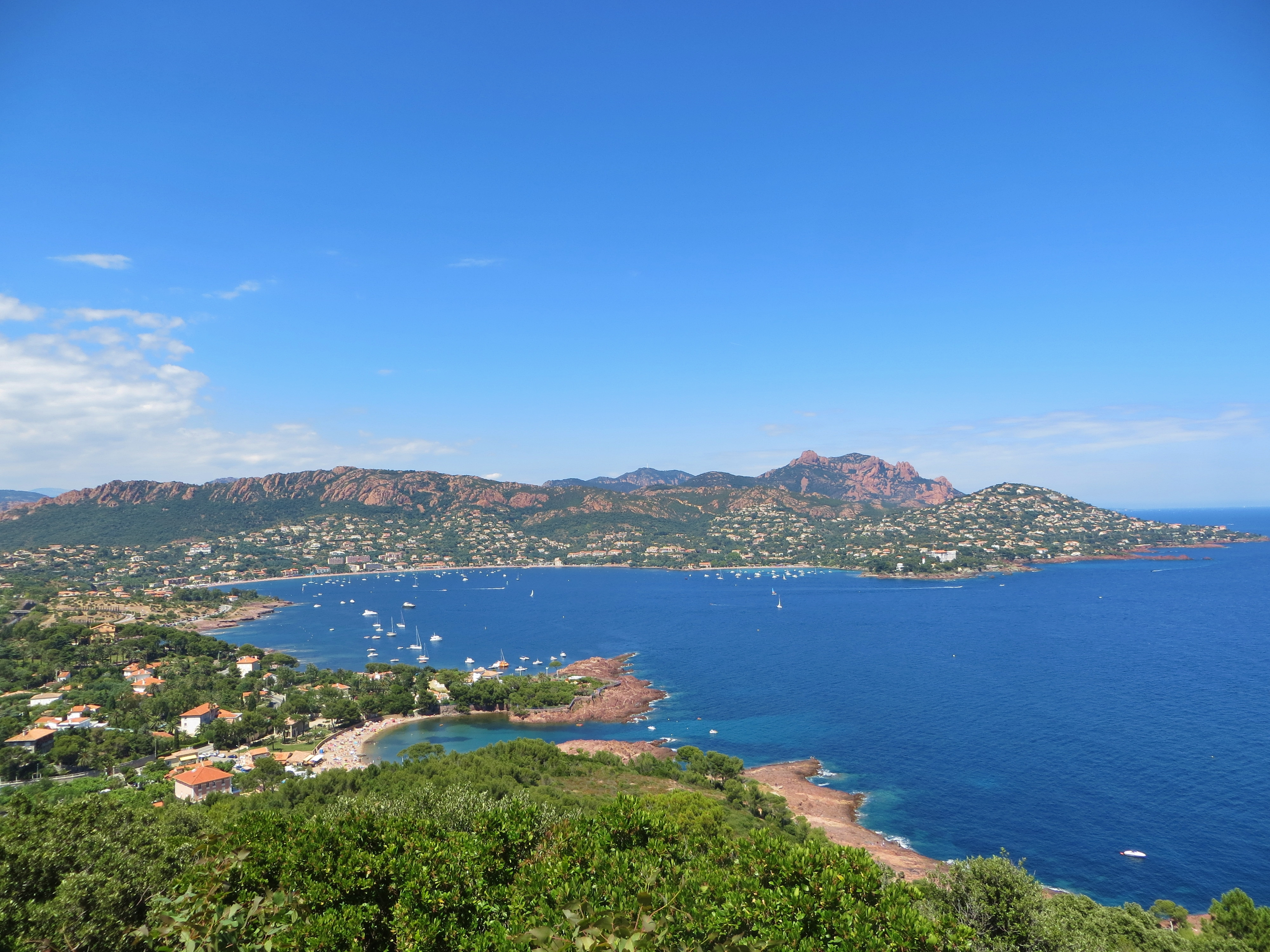
Agay, frazione balneare di Saint-Raphaël.
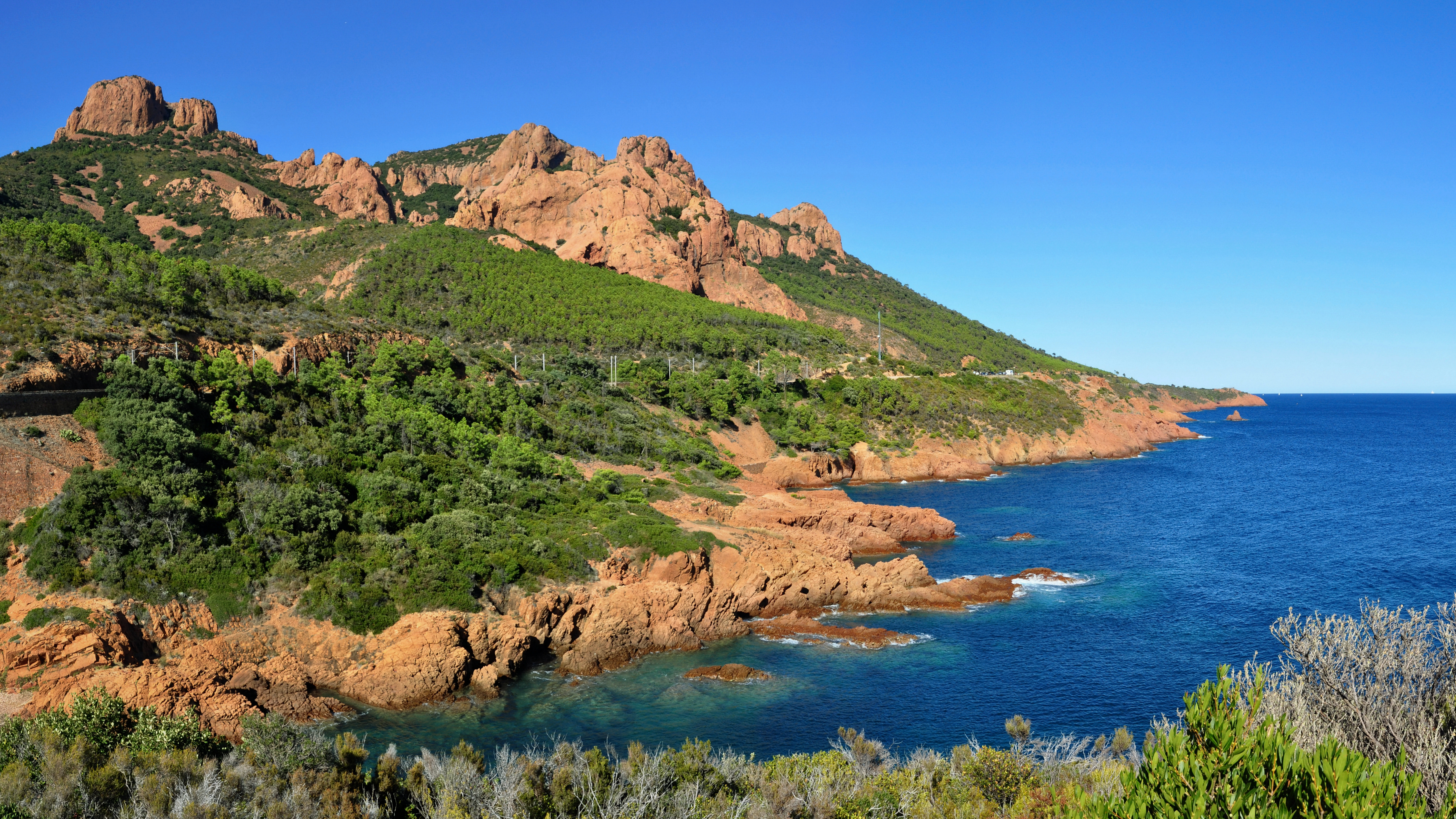
Cap-Roux e la Corniche d'Or (Anthéor).

## Luoghi

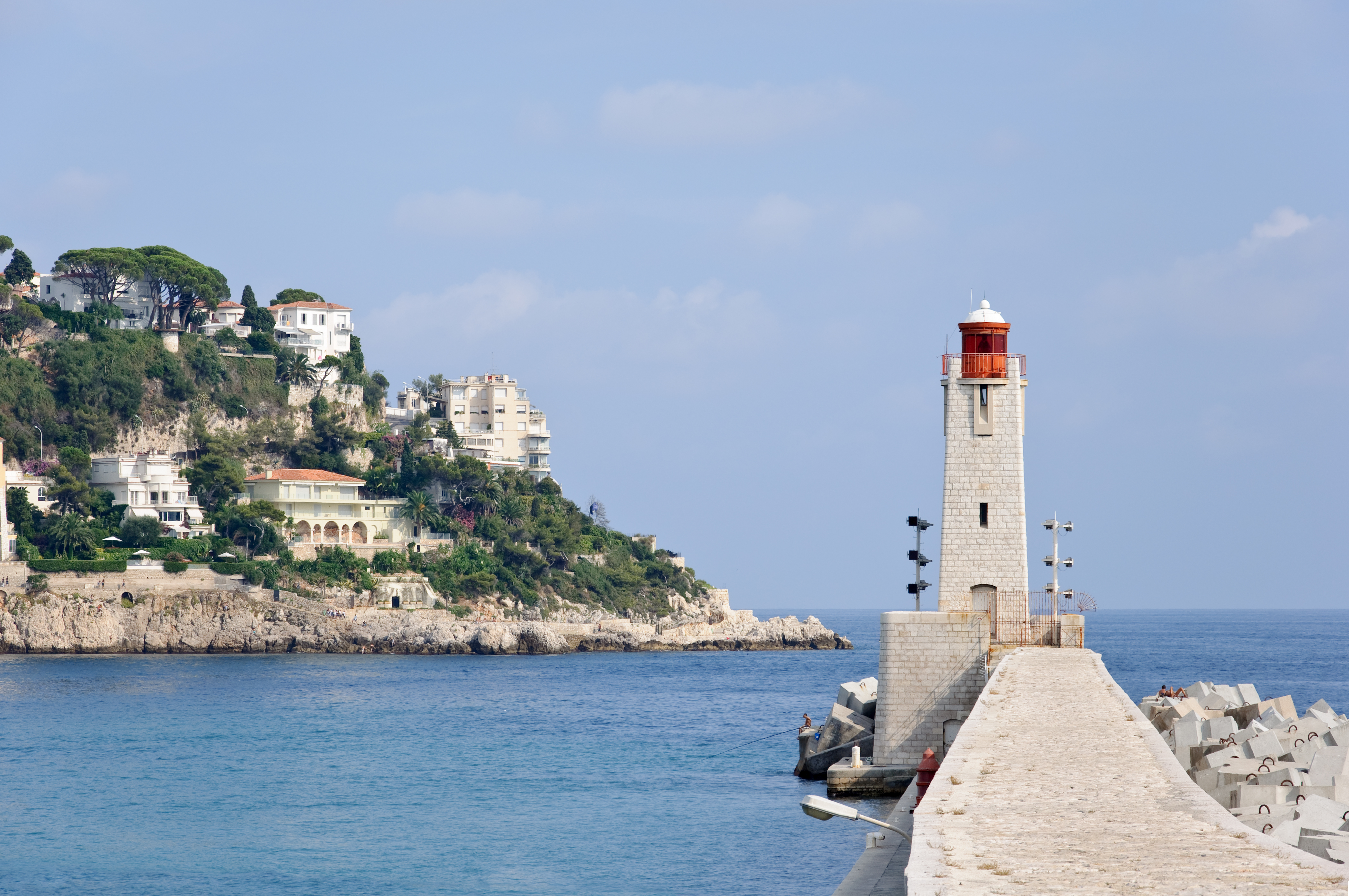
Il faro di Nizza, sulla Costa Azzurra

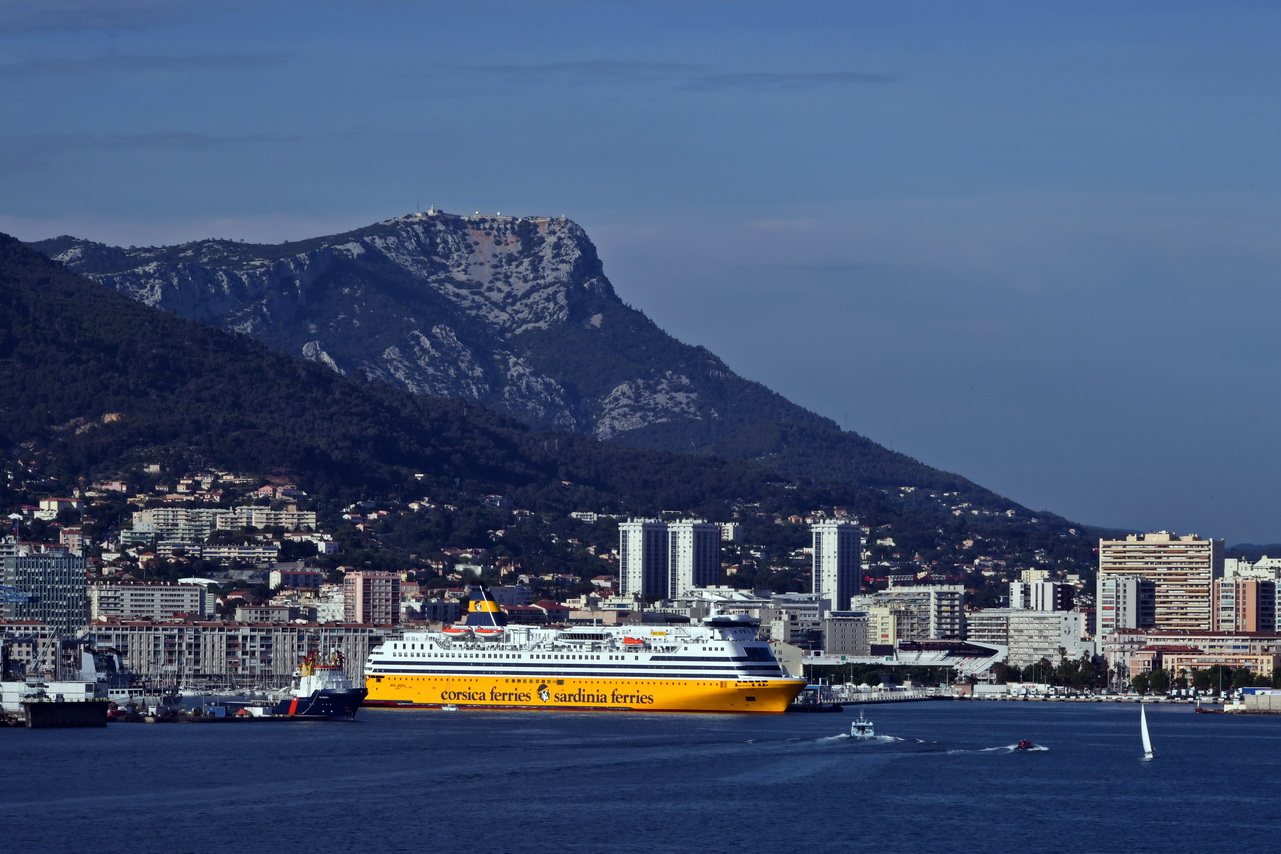
Tolone

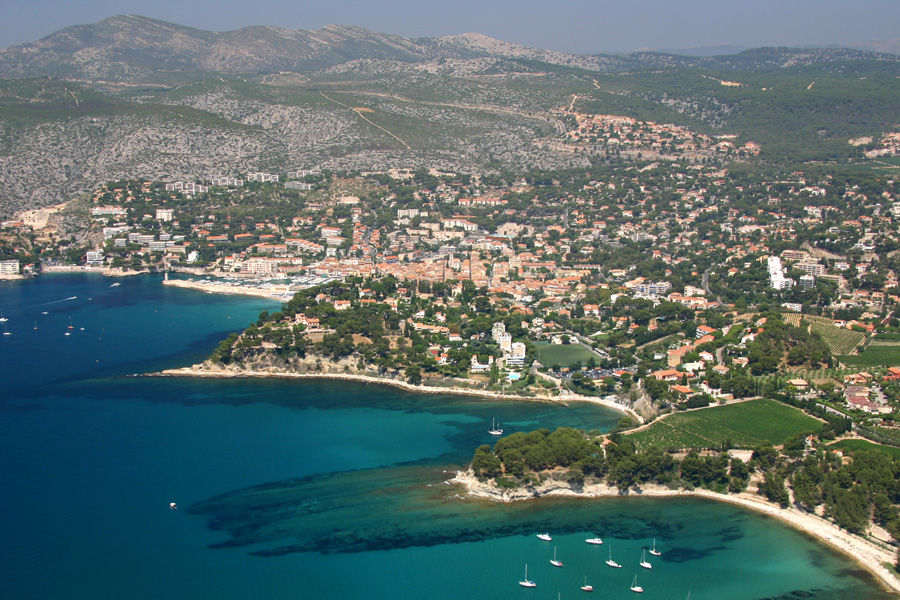
Cassis

### Città sulla costa
| - Cassis - La Ciotat - Bandol - Sanary-sur-Mer - Six-Fours-les-Plages - Tolone - Hyères - Le Lavandou - Cavalaire-sur-Mer - Saint-Tropez - Sainte-Maxime - Fréjus | - Saint-Raphaël (Varo) - Théoule-sur-Mer - Mandelieu-la-Napoule - Cannes - Vallauris - Juan-les-Pins - Antibes - Villeneuve-Loubet - Cagnes-sur-Mer - Nizza - Villafranca Marittima | - San Giovanni sul Capo Ferrato - Belluogo - Eza - Capo d'Aglio - Monaco - Roccabruna - Mentone |

### Città dell'entroterra
| - Grasse - Biot - Vence - Beausoleil - Saint-Paul-de-Vence - Grimaud - Fayence | - Mougins - Valbonne - Saint-Jeannet - Turbia |

### Isole
| - Isole di Hyères, tra le quali: - Porquerolles - Port-Cros - Île du Levant | - Isole di Lerino: - Isola di Santa Margherita - Isola di Sant’Onorato |